# Timer (pel·lícula)
Timer (estilitzada com a TiMER) és una pel·lícula de ciència-ficció i comèdia romàntica estatunidenca del 2009 escrita, produïda, i dirigida per Jac Schaeffer en el seu debut com a directora. La trama tracta d'un dispositiu que compta enrere fins al dia que una persona coneix la seva ànima bessona.

## Argument
El concepte d'un temporitzador és que hi ha disponible un implant de canell que fa el compte enrere fins al dia en què l'usuari coneixerà la seva ànima bessona.
L'Oona, un ortodoncista de Los Angeles, té un temporitzador en blanc, és a dir, la seva ànima bessona no en té cap. Buscant la seva ànima bessona, l'Oona porta el seu últim xicot sense temporitzador perquè instal·li un temporitzador, però els temporitzadors no coincideixen i se separen.
La germanastra i companya d'habitació de l'Oona, Steph, té un temporitzador que indica que no coneixerà la seva ànima bessona durant més de 15 anys. L'estil de vida de l'Steph inclou aventures d'una nit amb homes els temporitzadors dels quals estan a punt de caducar, i anima a l'Oona a tenir un comportament similar.
L'Oona gravita cap a Mikey, un jove dependent d'una botiga de queviures que l'anima a viure el present. Al timer de Mikey només li queden uns mesos. Steph coneix a Dan, un nouvingut a Los Angeles, i el convida al seu bar amb la intenció de presentar-lo a l'Oona, que no apareix perquè està amb Mikey. Steph i Dan coquetegen. Dan confessa que la seva dona va morir; ell no té un temporitzador perquè creu que ella era "la seva".
Quan Mikey coneix l'Steph i les germanes discuteixen, Mikey revela que el seu Timer era fals: un adhesiu programable. L'Oona està enfadada, però s'adona que era més ella mateixa amb ell per això. Quan s'acosta el 30è aniversari de l'Oona, sent la pressió de la seva mare per trobar la seva ànima bessona. L'Steph i l'Oona decideixen treure's els temporitzadors, al·legant que segueixen endavant i que els resultats ja no importen.
A l'Steph li treuen la seva i està visiblement alleujada. Durant el torn de l'Oona, el seu compte enrere comença bruscament, el que significa que la seva ànima bessona ha obtingut un temporitzador. Indica que coneixerà la seva ànima bessona l'endemà. L'Steph l'anima a eliminar-lo de totes maneres, però una Oona en conflicte decideix mantenir-la. Uns Steph enfadada deixa l'Oona per pensar-ho.
L'endemà és l'aniversari de l'Oona i l'Steph, i els seus pares els fan una festa convidant en Mikey i en Dan. Steph i Oona, encara barallades, arriben per separat. L'Oona busca l'Steph, però veu en Dan. El seu temporitzador s'apaga, perquè Dan va comprar un temporitzador: estar amb Steph va fer que no volgués estar sol. En Mikey fuig abans que l'Oona pugui parlar amb ell, i l'Oona troba en Steph i en Dan discutint. Les germanes es barallen i l'Oona se'n va.
L'endemà, l'Oona visita en Mikey i li mostra que li van treure el temporitzador i diu que no li importa els resultats. Mikey agraeix el gest, però insisteix que els resultats importen i s'acomiaden. L'endemà al matí, l'Steph es reconcilia amb l'Oona. L'Oona va a córrer a la pista més tard del que fa habitualment, i es troba amb Dan practicant amb el seu equip de relleus, aprenent que fan servir la mateixa pista, però en moments diferents. Marxen amb la promesa de retrobar-se.

## Repartiment
- Emma Caulfield com a Oona O'Leary
- Michelle Borth com Steph DePaul
- John Patrick Amedori com a Mikey Evers
- Desmond Harrington com a Dan 'The Man'
- JoBeth Williams com a Marion DePaul
- Kali Rocha com a Patty, The Matchmaker
- John Ingle com a Dutch

## Recepció
A agregador de ressenyes Rotten Tomatoes, la pel·lícula té una puntuació d'aprovació del 67% basada en 15 ressenyes, i una puntuació mitjana de 6,2/10.
Neil Genzlinger del New York Times va escriure: "Alguns dels girs argumentals de la Sra. Schaeffer són fàcils d'endevinar, però tots són agradables de veure'ls.